# Eduardo Rodríguez Veltzé
Enrique Eduardo Rodríguez Veltzé (Cochabamba, 2 de març de 1956) és un advocat i polític bolivià. President de la Cort Suprema de Justícia, després de la greu crisi política ocorreguda al seu país durant l'any 2005, va ser designat com a successor de Carlos D. Mesa Gisbert com a President Interí de la República, càrrec assumit el 9 de juny de 2005 fins al 22 de gener de 2006.

## Carrera
Nascut en Cochabamba, va cursar la secundària en el Col·legi San Agustín d'aquesta urbs. Va estudiar la carrera de Dret en la Universitat Major de San Simón de la mateixa ciutat i va obtenir el títol d'advocat el 1981. Posteriorment va obtenir el seu grau de màster en la Universitat Harvard. Després va ser elegit president de la Cort Suprema de Justícia de Bolívia.